# Далай-лама IV
Ендон Гьяцо, Йонтэн Гьяцо (тиб. ཡོན་ཏན་རྒྱ་མཚོ, Вайли yon tan rgya mtsho; 1589—1616) — четвёртый Далай-лама, тибетский религиозный и политический деятель.
Был признан реинкарнацией Далай-ламы III настоятелем монастыря Ганден в соответствии с предсказаниями государственных оракулов.
Ендон Гьяцо является единственным монголом среди Далай-лам. Он был правнуком Алтан-хана, одного из наиболее могущественных монгольских правителей. Так между монгольскими ханами и школой гелуг возникло тесное родство, положившее начало прочным и длительным связям. Начальное буддийское образование получил в Монголии, поскольку родители Ендона Гьяцо не захотели расставаться со своим сыном пока он не подрастёт. В Тибет Ендон Гьяцо переехал в возрасте 12 лет в 1601 году и взял монашеский обет. В 1614 году принял полное посвящение от четвёртого Панчен-ламы Лобсанга Чогьяла. Через некоторое время стал настоятелем монастырей Дрепунг и Сэра.
Умер в монастыре Дрепунг при подозрительных обстоятельствах (возможно, был отравлен) в январе 1617 года в возрасте 27 лет.